# دومینیک
دومینیک د گوزمان مشهور به دومینیک قدیس (به انگلیسی: Saint Dominic) (۸ اوت ۱۱۷۰ م در اسپانیا- ۶ اوت ۱۲۲۱ م) یکی از مهم‌ترین و تأثیرگذارترین چهره‌های مقدس مسیحی است. به سبب آنچه بعد از مرگ وی اعضای فرقه‌اش انجام دادند، اغلب او را پیشگام دستگاه تفتیش عقاید می‌شناسند. دومینیک بیشتر زندگی خود را صرف مبارزه با بدعتگذاران و نیز مبارزه با اشرافیت کلیسایی کرد. او بنیان‌گذار فرقه دومینیکن هاست.

## زندگی
دومینگو د گوزمان در سال ۱۱۷۰ در کالاروئگا از توابع کاستیل در اسپانیا به دنیا آمد. او زیر نظر کشیشی از نزدیکان خانواده‌اش پرورش یافت. او با اصول کاتولیک متعصبانه ای رشد کرد و از ابتدای تولد خانواده‌اش با این هدف وی را پرورده بودند که کشیش بزرگی شود.
دومینیک نخست از کشیشان آگوستینی بود و در کلیسای جامع اوسما مقیم گشت. در سال ۱۲۰۱ به همراه اسقف خود برای انجام مأموریتی خطیر عازم تولوز شد. مأموریت مقابله با اشاعه اندیشه بدعت‌گذاران بود. تولوز یکی از مهم‌ترین مراکز بدعت‌گذاران آلبیگایی به‌شمار می‌رفت. در آن سفر دومینیک متوجه عمده‌ترین دلایل جذابیت بدعت‌گذاران برای مردم شد. مهم‌ترین این دلایل از نظر کشیش جوان فقر و دوری از تجمل و اشرافیت بود. دومینیک در نتیجه دیدن زندگی این دسته از بدعت‌گذاران و نیز نصایح اسقفش تصمیم گرفت که راه فقر را در پیش بگیرد.
دومینیک قدیس از آن پس با پای برهنه و در کمال آرامش راه می پیمود و مردم را به بازگشت به مسیحیت واقعی دعوت می‌کرد. در همین راه بود که با سه تن از نمایندگان پاپ رو به رو شد. او با دیدن لباس‌های فاخر و ملازمان و کاروان تجملی آنان گفت که دلیل عدم کامیابی واتیکان علیه بدعت‌گذاران همین اشرافیت است. وی موعظه ای در مذمت تجمل و در ستایش فقر ایراد کرد که موجب شد نمایندگان پاپ ملازمان خود را فارغ سازند و خود با پای برهنه به واتیکان بازگردند.
سنت دومینیک ده سال در لانگدوک اقامت گزید و به موعظه مشغول گشت. با وجود حدّت مبارزه‌اش با بدعت‌گذاران تنها جایی که در تاریخ نام او را در کنار جنگ‌ها علیه بدعت‌گذاران می‌بینیم در همین دوره است. در این زمان در منطقه سکونت دومینیک عده ای از بدعت‌گذاران دستگیر و به مرگ محکوم شدند. تصمیم بر آن شد که آن‌ها را در آتش بسوزانند. دومینیک از این تصمیم بی اطلاع بود. زمانی به یکی از این بدعت‌گذاران برخورد کرد که در آتش افکنده شده بود. نقل است که دومینیک آن جوان را با دستان خویش از دل آتش رهانیده و سوختگی‌های وی را شفا داده است. به هر روی لقب هایرتیکوروم را به دومینیک داده‌اند که هم می‌تواند شکنجه دهنده بدعت گذاران ترجمه شود و هم تعقیب کننده بدعت گذاران.
دومینیک در مدت اقامتش در لانگدوک به مرور جماعتی از وعاظ هم مسلک را گرد خود جمع کرد. قدرت خطابه این وعاظ آن قدر بالا بود که پاپ هونوریوس سوم، تحت تأثیر خطابهٔ تعدادی از آنان، در سال ۱۲۱۶ جمعیت آن‌ها را به عنوان فرقه جدید به رسمیت شناخت. دومینیک مرکزیت کارش را در رم به راه انداخت و شروع به تعلیم دادن کرد. فعالیت تعلیمی وی با شوقی کمابیش متعصبانه همراه بود. شاگردان دومینیک به مرور زمان شروع به سفرهای مأموریتی کردند. اینان به همه جای اروپا رفتند تا با بدعت مبارزه کنند و مردم را به مسیحیت واقعی فراخوانند. حتی جمعی از این شاگردان به سرزمین‌های بیگانه در شرق رفتند تا کفار و مسلمانان را دعوت به مسیحیت کنند.
در سال ۱۲۲۰ اولین مجمع دومینیکن ها در بولونیا تشکیل شد. دومینیک در این مجمع موعظه کرد و به تمام اعضای جمعیتش وصیت کرد که فقر را سرلوحه کار خویش قرار دهند. پس از پایان این مجمع دومینیک تصمیم گرفت مدتی در بولونیا بماند. بدین ترتیب یک سال بعد یعنی در سال ۱۲۲۱ در سن پنجاه و یک سالگی، در بولونیا، در گذشت.

## اندیشه و عقاید
دومینیک مانند فرانسیس بنیان اندیشه‌هایش بر پایه اعتقاد به فقر بود. اما غیر از آن این قدیس بزرگ نظریات و آراء مهمی نیز درباب مبارزه و مقابله با بدعت و بدعت‌گذاران داشت. اندیشه‌های دومینیک به سبب ارجاعات فراوان به عقل و استدلال عقلی بسیار فلسفی تر و منطقی تر از آراء دیگر قدیسانی است که دست به تأسیس فرقه زدند. نهایتاً می‌توان گفت دومینیک تأثیری ژرف بر اندیشه اسکولاستیک گذاشته است.

### فقر
از نظر دومینیک آنچه بر روی افراد تأثیر شگرفی دارد ساده زیستی است. او معتقد بود افول نفوذ کلیسا در میان مردم به سبب تجمل گرایی بوده‌است و برای بازخواندن مردم به مسیحیت راهی جز گرایش به فقر و ساده زیستی وجود ندارد. او معتقد بود رهبانان باید در خوراک و پوشاک امساک کنند و صاحب سیم و زر و هیچ چیز دیگری از آن خود نباشند. بدین طریق است که مردمان از خلوص نیت آنان در راه تبلیغ دین آگاه می‌شوند. این گرایش به فقر از جهتی دیگر نیز سودمند است؛ اگر رهبانان و کشیشان از کوچک‌ترین کشیش در روستایی دور افتاده تا شخص پاپ با این فقر و ساده زیستی انس بگیرند هرگز درگیر اشرافیت و مال اندوزی نخواهند شد و در نتیجه راه خداوند را آن سان که مسیح گفت ادامه خواهند داد و این همان طریق حواریون است.

### مبارزه با بدعت
اعضای فرقه دومینیکن سردمداران دستگاه تفتیش عقاید بودند. این گرایش به تفتیش عقاید بدون پشتوانه نبود. دومینیک قدیس در مبارزه با بدعت شهره بود و از اصول اولیه فرقه‌اش نیز مبارزه با بدعت و استوار ساختن اصول کاتولیکیسم بود. دومینیک معتقد بود که از راه برهان و استدلال عقلی می‌توان حقیقت مسیحیت کلیسایی را به دیگران و به خصوص به بدعت‌گذاران آموخت. همین مخالفت با بدعت‌گذاری و نیز گرایش به جستجوی عقلی و کلامی سبب پدید آمدن دو رخداد شد: یکی تشکیل دستگاه تفتیش عقاید و دیگری راه یافتن نظام ارسطویی به آراء فلاسفه قرون وسطی. ایدئال دومینیک تربیت کلامی روحانیون برای تبلیغ مسیحیت کاتولیک بود. او پیش از پایان عمر نه چندان دراز خویش به این موفقیت دست یافت اما هرگز اوج اقتدار فرقه‌اش را ندید.

## ارتباط با فرانسیس و فرانسیسکن‌ها
دومینیک یازده سال زودتر از فرانسیس زاده شد و پنج سال پیش از او درگذشت. شاید این تقدم و تأخر موجب شود که ما فرقه دومینیکن را مقدم بر فرقه فرانسیسکن بدانیم؛ اما این تصوری غلط است. دومینیک فردی به مراتب سختگیرتر از فرانسیس بود اما فرانسیس را به عنوان قدیسی پاکدامن ار همیشه حرمت می نهاد. در عوض فرانسیس نیز بسیار او را دوست می‌داشت. به‌طور کلی اما کار هر دوی آن‌ها یکی بود. هرکدام جمعیت عظیمی را بنیان نهاد که پیروان آن در پی تحکیم تبلیغ در اشاعه دین در میان مسیحیان و کفار بودند. هر دوی آن‌ها مهم‌ترین سلاح جماعت بدعت‌گذار را که فقر و عمل به موعظات بود اقتباس کردند. و هر دوی انان کوشیدند تا کلیسا را از ورطه فنا نجات بخشند.
فرانسیسکن‌های وفادار به سنت فرانسیسی همواره بر نظامات سختگیرانه این فرقه اصرار می ورزیدند. آن‌ها معتقد بودند که عیسی و حواریون از مال دنیا هیچ نصیبی نداشتند؛ پاپ نیکلاس سوم این نظریه را در سال ۱۲۷۹ پذیرفت، اما در سال ۱۳۲۳ میلادی پاپ ژان بیست‌ودوم آن را پنداری غلط عنوان کرد. از آن پس هرکس بر اصل مذکور اصرار می ورزید به دست دستگاه تفتیش عقاید (که دومینیکن‌ها سردمداران و راهبران آن بودند) سرکوب می‌شد. دومینیک که تا آن حد برای قداست و روحانیت فرانسیس احترام قائل بود هرگز ندید روزی را که پیروانش، مؤمن‌ترین فرانسیسکن‌ها را زنده زنده در آتش می سوزانند.